# Journal de l'industriel et du capitaliste
le Journal de l'industriel et du capitaliste est un mensuel créé en 1836 et destiné à traiter, sous les rapports technique, économique et financier des entreprises de travaux publics et des grandes industries.
Il est publié par une Société d'ingénieurs civils, sous la direction d'Auguste Perdonnet, Eugène Flachat, Jules Burat et Amédée Burat. 
Ce journal a pour vocation de mettre en relation des ingénieurs civils, qui conçoivent et évaluent des projets industriels, avec des financiers, qui souhaitent se garantir de la bonne utilisation de leur investissement.
Cette publication intervient à un moment de la révolution industrielle où les grands travaux (canaux, chemins de fer...) ou l'émergence de nouvelles industries (houillère, sidérurgie, métallurgie, chimie...) peinent à se concrétiser du fait, soit de l'imprécision des devis, soit d'une insuffisance des connaissances techniques. 
Le Journal de l'industriel et du capitaliste disparait en 1840, après 9 volumes publiés.
Il est une source d'informations techniques sur les projets industriels de l'époque.
Lire en ligne  :
- Volume I (janvier 1836).
- Volume II (juillet 1836).
- Volume III (janvier 1837).